# 伊本·法齐赫
艾哈迈德·本·穆罕默德·伊本·法齐赫·哈马达尼（波斯語：‎）是10世纪波斯历史学家与地理学家，以其阿拉伯语著作《Mukhtasar Kitab al-Buldan》（意为「土地简书」，或译“列国志”）而知名，该作品曾在1870年代丹麦学者米歇尔·扬·德·胡耶编写的八卷本阿拉伯地理学家地理作品选集《阿拉伯舆地丛刊》（Bibliotheca geographorum Arabicorum）中出版。